# Giurtelecu Şimleului
Giurtelecu Şimleului (maďarsky Somlyógyőrtelek nebo prostě Győrtelek, německy Wüst Görgen) je osada ležící v severozápadní části Sedmihradska (Sălaj), Rumunsko.

## Obyvatelstvo
| 2002 | 1,055 |
| 1992 | 1,149 |
| 1920 | 1,395 |
| 1910 | 1,322 |
| 1900 | 1,216 |
| 1890 | 1,059 |
| 1880 | 996   |
| 1869 | 1,190 |
| 1847 | 684   |
| 1750 | 231   |
| 1720 | 90    |
| 1715 | 72    |